# لرناکرت، گغارکونیک
لرناکرت، گغارکونیک  یک روستا در ارمنستان است که در استان گغارکونیک واقع شده‌است.  در  کیلومتری شمال گاوار، مرکز استان گغارکونیک واقع شده است.